# Persicaria filiformis
Persicaria filiformis är en slideväxtart som först beskrevs av Thunberg, och fick sitt nu gällande namn av Takenoshin Nakai. Persicaria filiformis ingår i släktet pilörter, och familjen slideväxter.

## Underarter
Arten delas in i följande underarter:
- P. f. kachinum
- P. f. neofiliforme